# حويلة الشرقية (القطن)
'

تعديل مصدري - تعديل

حويلة الشرقية هي إحدى قرى عزلة القطن بمديرية القطن التابعة لمحافظة حضرموت، بلغ تعداد سكانها 244 نسمة حسب تعداد اليمن لعام 2004.